# Hèruls
Els hèruls (en llatí heruli, eruli o aeruli, en grec antic Ἕρουλοι, Ἔρουλοι, Αἴρουλοι també Ἕλουροι, i Αἴλουροι) eren un poble germànic emparentat amb els gots. Durant molt de temps van estar inclosos en la confederació goda, però com a nació independent.
Abans del 267, un grup es va establir entre el riu Don i la mar d'Azov, a les costes del nord de l'Euxí (mar Negra) durant els regnat de Galiè (260-268) i Claudi II el Gòtic (268-270), segons diu Trebel·li Pol·lió, que afegeix que ho van fer juntament amb els turcilings i els rugis. El 267, aliats als gots van atacar Bizanci, però el contingent oriental va ser quasi aniquilat en la batalla de Naïssus (Sèrbia) el 269, per Claudi II el Gòtic.
L'altra part va emigrar a l'Occident i es van instal·lar a la boca del Rin des del 289 junt amb els cavions, a la vora dels bataus. En temps de l'emperador Valentinià I, els hèruls van entrar al servei dels romans contra els alamans. Se sap que un contingent d'hèruls lluitava a Britànnia i un grup de 700, des de Britànnia, va atacar les costes de Galícia i Cantàbria a finals del segle III.
Hermanric, el rei dels ostrogots, després d'una cruenta batalla els va sotmetre a la condició de súbdits. A la caiguda del poder ostrogot davant dels huns, es van unir a Àtila potser l'any 375, i el van seguir cap a la Gàl·lia; altres hèruls van seguir els visigots i d'altres van formar un grup separat, sovint integrat en aliances majors. A la mort d'Àtila, es van aliar als turcilings, estirs i rugis, i es va establir a la part alta del Theiss, mentre que els rugis, longobards i gèpides dominaven les ribes del Danubi. El cap o rei hérul, Odoacre, al capdavant d'un contingent de bàrbars (molts d'ells, hèruls) es va posar al servei de l'emperador romà, però finalment va destruir l'Imperi Romà d'Occident el 476.
Quan va ser destruït el poder dels huns, cap a l'any 490 i fins al 510, aproximadament, van construir un imperi a la vora del Danubi, més concretament al llarg del Tisza. Des d'allà van governar sobre altres pobles, entre aquests als longobards. El rei ostrogot Teodoric va demanar la seva aliança contra els francs, degut a la gran força militar que posseïen.
El 512, els longobards, desitjosos de marxar del poder dels hèruls, es van aixecar en armes, els van atacar i gairebé els van destruir. Els sobrevivents es van poder establir a la regió de Singidunum (Belgrad) per decisió de l'emperador romà d'Orient Anastasi (juny-agost del 512). Una part es va dirigir suposadament al nord, cap a Escandinàvia.
Els hèruls establerts a la baixa Pannònia van continuar sent una horda perillosa i els emperadors romans d'Orient els van combatre diverses vegades sobretot per Anastasi I Dicor i per Justinià I. Sota Justinià es van fer cristians i van matar el seu rei, Ocon, i demanaren a Justinià que nomenés un nou rei i van fer la mateixa petició als seus germans d'Escandinàvia. Justinià va nomenar rei Suartua, mentre que els escandinaus recomanaven Todasius; enderrocat Suartua, els hèruls de Pannònia es van posar sota la direcció de Todasius, i van emigrar per unir-se als gèpides, i en quedà només una petita part a l'imperi, lleials a l'emperador. Els hèruls es van distingir en les guerres dels romans d'Orient contra els ostrogots a Itàlia i en altres guerres. Contingents hèruls van formar la guàrdia personal de Belisari.